# I-89
I-89 (Interstate 89) — межштатная автомагистраль на северо-востоке Соединённых Штатов Америки. Общая протяжённость — 191,05 мили (307,58 км). Проходит по территории двух штатов.

## Маршрут магистрали
| Штат  | миль   | км     |
| ----- | ------ | ------ |
| NH    | 60,8   | 97,89  |
| VT    | 130,25 | 209,7  |
| Всего | 191,05 | 307,58 |

### Нью-Гэмпшир
Юго-восточный конец Interstate 89 располагается чуть южнее столицы штата Нью-Гэмпшир, города Конкорд, на пересечении с Interstate 93. Первые 13 км пути I-89 направляется на запад, хотя и обозначена как магистраль, идущая на север. Затем поворачивает на северо-запад, двигаясь в сторону I-91 и границы с Вермонтом. Перед пересечением границы I-89 проходит через второй крупный город — Лебанон.

### Вермонт
После города Лебанон Interstate 89 преесекает реку Коннектикут и попадает на территорию Вермонта. Здесь же располагается развязка I-89 и I-91, магистрали, двигающейся вдоль границы двух штатов. Через 32 км после границы I-89 поворачивает на север. В центре штата, неподалёку от столицы, Монтпилиера, магистраль снова совершает поворот на северо-запад. Затем I-89 несколько раз пересекает US 2 и US 7. Северный конец автомагистрали находится на границе Вермонта с Квебеком, где I-89 превращается в Route 133.

## Основные развязки
- US 202, Хопкинтон, Нью-Гэмпшир
- US 4, Лебанон, Нью-Гэмпшир
- I-91, Хартфорд, Вермонт
- I-189, Саут-Берлингтон, Вермонт
- US 2 / US 7, Колчестер, Вермонт

## Вспомогательные магистрали
- I-189, Вермонт